# إدوارد إل. فرينش
إدوارد إل. فرينش (بالإنجليزية: Edward L. French) هو سياسي أمريكي، ولد في 19 أغسطس 1860 في إنديانا في الولايات المتحدة، وتوفي في 29 يوليو 1947 في فانكوفر في الولايات المتحدة. حزبياً، نشط في الحزب الجمهوري.